# Île Acheron
Pour les articles homonymes, voir Achéron (homonymie).
L'île Acheron (en anglais : Acheron Island) est une île australienne située â 37 km au nord-ouest de Townsville, au Queensland. Inhabitée, elle se trouve entre l'île de la Grande Palme (en) au nord et l'île Magnétique au sud-est, dans la mer de Corail. D'une superficie de 32 hectares, elle culmine à 31 mètres au-dessus du niveau de la mer.

## Climat
| Île Acheron Climatogramme Haut : Température maximale moyenne (°C) Bas : Précipitations (mm). Total annuel : 1 075 mm.Source : NASA |           |           |           |          |          |          |          |         |         |          |          |
| J | F         | M         | A         | M        | J        | J        | A        | S       | O       | N        | D        |
| 168 26 24 | 263 26 24 | 273 28 24 | 104 26 22 | 59 25 21 | 33 21 19 | 52 22 19 | 14 24 19 | 4 26 21 | 8 27 21 | 34 28 23 | 63 27 24 |